# West Stockbridge

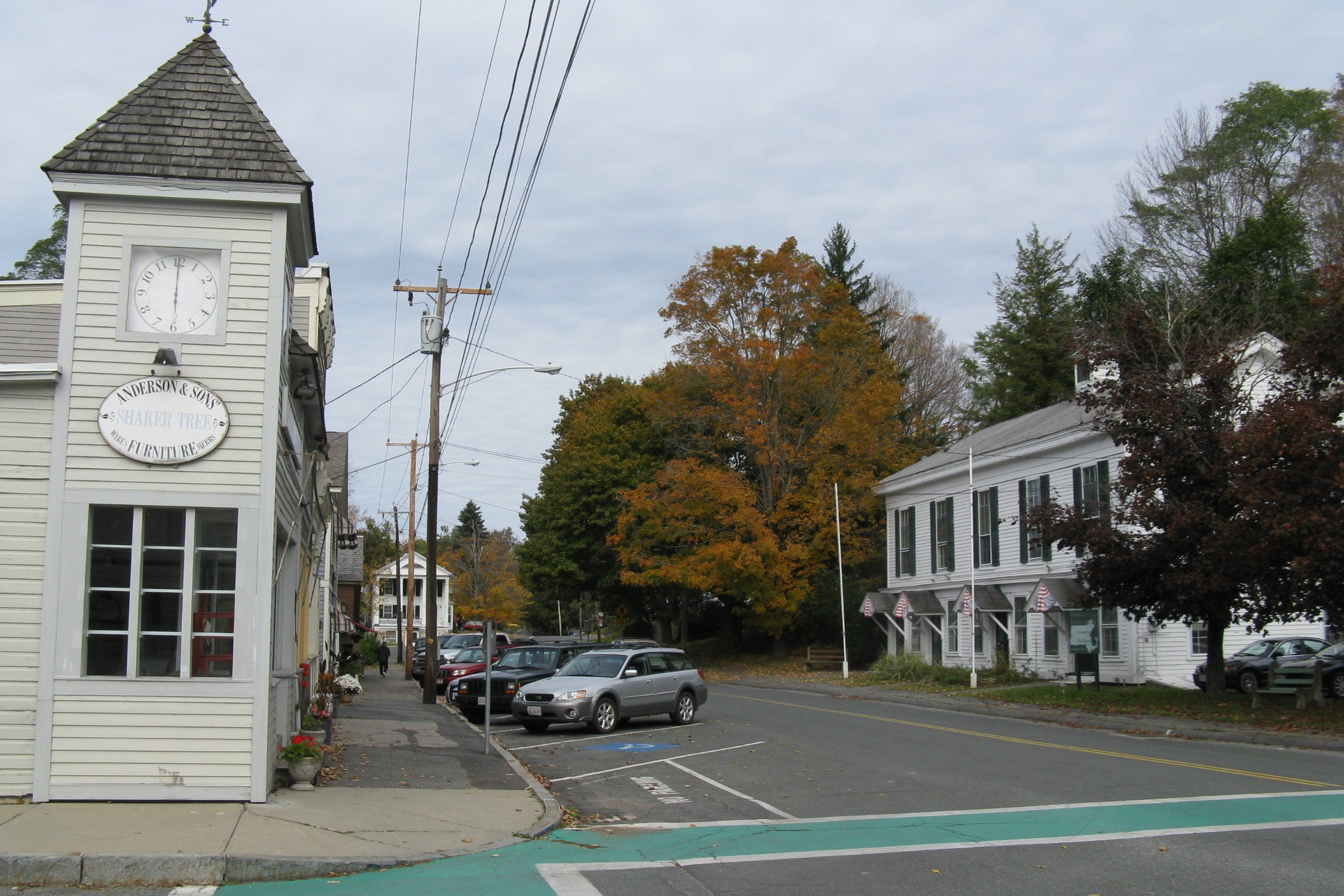

West Stockbridge är en kommun (town) i Berkshire County i delstaten Massachusetts, USA med cirka 1 416 invånare (2000). Den har enligt United States Census Bureau en area på 48,3 km².